# Bill Young (kongresmen)
Bill Young, C.W. Bill Young, właśc. Charles William Young (ur. 16 grudnia 1930 w Harmarville w stanie Pensylwania, zm. 18 października 2013 w Bethesda w stanie Maryland) – amerykański polityk, członek Partii Republikańskiej. Od 1971 roku był przedstawicielem stanu Floryda w Izbie Reprezentantów Stanów Zjednoczonych. W latach 1971–1973 reprezentował ósmy, a w latach 1973–1983 szósty okręg wyborczy na Florydzie. W latach 1983–1993 ponownie był przedstawicielem ósmego okręgu wyborczego, a od 1993 do 2013 reprezentował dziesiąty okręg wyborczy, a w 2013 reprezentował trzynasty okręg wyborczy na Florydzie.